# Division Ouest de la LNH
En Amérique du Nord, la division Ouest de la Ligue nationale de hockey (ou : section Ouest) a été formée en 1967. De cette année-là à 1974, les 12 équipes de la ligue sont séparées en deux, l'autre partie formant la division Est. Les modifications des deux divisions font suite à la première vague d'expansion de la LNH, opérée en 1967, année où six clubs (les Golden Seals de la Californie, les Kings de Los Angeles, les North Stars du Minnesota, les Flyers de Philadelphie, les Penguins de Pittsburgh et les Blues de Saint-Louis) intègrent la ligue, formée jusqu'à cette date des six équipes dites originales.

## Équipes à la dissolution
- Flames d'Atlanta
- Golden Seals de la Californie
- Black Hawks de Chicago
- Kings de Los Angeles
- North Stars du Minnesota
- Flyers de Philadelphie
- Penguins de Pittsburgh
- Blues de Saint-Louis

## Évolution de la division

### 1967-1970
- Seals de la Californie puis Seals d'Oakland
- Kings de Los Angeles
- North Stars du Minnesota
- Flyers de Philadelphie
- Penguins de Pittsburgh
- Blues de Saint-Louis

### 1970-1972
- Golden Seals de la Californie
- Black Hawks de Chicago
- Kings de Los Angeles
- North Stars du Minnesota
- Flyers de Philadelphie
- Penguins de Pittsburgh
- Blues de Saint-Louis

### 1972-1974
- Flames d'Atlanta
- Golden Seals de la Californie
- Black Hawks de Chicago
- Kings de Los Angeles
- North Stars du Minnesota
- Flyers de Philadelphie
- Penguins de Pittsburgh
- Blues de Saint-Louis

### 2020-2021

Logo de la Section Ouest (ou Division Ouest), utilisé en 2021.

En raison des restrictions dues à la pandémie de Covid-19, la LNH s'est réalignée pour la saison 2020-2021. La division Ouest est reformée temporairement.
- Les Ducks d'Anaheim, les Coyotes de l'Arizona, les Kings de Los Angeles, les Sharks de San José et les Golden Knights de Vegas arrivent de la division Pacifique.
- L'Avalanche du Colorado, le Wild du Minnesota et les Blues de Saint-Louis arrivent de la division Centrale.

#### Équipes en lice
- Ducks d'Anaheim
- Coyotes de l'Arizona
- Avalanche du Colorado
- Kings de Los Angeles
- Wild du Minnesota
- Sharks de San José
- Blues de Saint-Louis
- Golden Knights de Vegas

## Champions de division
La liste ci-dessous reprend les équipes championnes de la division Ouest :
Légende :
- Vainqueur de la Coupe Stanley
- Finaliste de la Coupe Stanley

| Saison  | Franchise              | Bilan    | Pts | Résultats en playoffs |
| ------- | ---------------------- | -------- | --- | --- |
| 1967-68 | Flyers de Philadelphie | 31-32-11 | 73  | Défaite - Quarts de finale (Blues) 4-3                                                                                   |
| 1968-69 | Blues de Saint-Louis   | 37-25-14 | 88  | Victoire - Quarts de finale (Flyers) 4-0 Victoire - Demi-finale (Kings) 4-0 Défaite - Coupe Stanley (Canadiens) 4-0      |
| 1969-70 | Blues de Saint-Louis   | 37-27-12 | 86  | Victoire - Quarts de finale (North Stars) 4-2 Victoire - Demi-finale (Penguins) 4-2 Défaite - Coupe Stanley (Bruins) 4-0 |
| 1970-71 | Black Hawks de Chicago | 49-20-9  | 107 | Victoire - Quarts de finale (Flyers) 4-0 Victoire - Demi-finale (Rangers) 4-3 Défaite - Coupe Stanley (Canadiens) 4-3    |
| 1971-72 | Black Hawks de Chicago | 45-17-15 | 107 | Victoire - Quarts de finale (Penguins) 4-0 Défaite - Demi-finale (Rangers) 4-0                                           |
| 1972-73 | Black Hawks de Chicago | 42-27-9  | 93  | Victoire - Quarts de finale (Blues) 4-1 Victoire - Demi-finale (Rangers) 4-1 Défaite - Coupe Stanley (Canadiens) 4-2     |
| 1973-74 | Flyers de Philadelphie | 50-16-12 | 112 | Victoire - Quarts de finale (Flames) 4-0 Victoire - Demi-finale (Rangers) 4-3 Victoire - Coupe Stanley (Bruins) 4-2      |
| 2020-21 | Avalanche du Colorado  | 39-13-4  | 82  | Victoire - 1er tour (Blues) 4-0 Défaite - Demi-finale (Golden Knights) 4-2                                               |

## Résultats saison par saison
Légende :
- Vainqueur de la Coupe Stanley
- Finaliste de la Coupe Stanley
- Qualifié pour les séries éliminatoires
- CP : Vainqueur de la Coupe du Président

| Saison                             | Bilan des équipes  | Bilan des équipes | Bilan des équipes | Bilan des équipes | Bilan des équipes | Bilan des équipes | Bilan des équipes | Bilan des équipes |
| ---------------------------------- | ------------------ | ----------------- | ----------------- | ----------------- | ----------------- | ----------------- | ----------------- | ----------------- |
| Saison                             | 1er                | 2e                | 3e                | 4e                | 5e                | 6e                | 7e                | 8e                |
| 1967-68                            | Philadelphie (73)  | Los Angeles (72)  | Saint-Louis (70)  | Minnesota (69)    | Pittsburgh (67)   | Oakland (47)      |                   |                   |
| 1968-69                            | Saint-Louis (88)   | Oakland (69)      | Philadelphie (61) | Los Angeles (58)  | Pittsburgh (51)   | Minnesota (51)    |                   |                   |
| 1969-70                            | Saint-Louis (86)   | Pittsburgh (64)   | Minnesota (60)    | Oakland (58)      | Philadelphie (58) | Los Angeles (38)  |                   |                   |
| 1970-71                            | Chicago (107)      | Saint-Louis (87)  | Philadelphie (73) | Minnesota (72)    | Los Angeles (63)  | Pittsburgh (62)   | Californie (45)   |                   |
| 1971-72                            | Chicago (107)      | Minnesota (86)    | Saint-Louis (67)  | Pittsburgh (66)   | Philadelphie (66) | Californie (60)   | Los Angeles (49)  |                   |
| 1972-73                            | Chicago (93)       | Philadelphie (85) | Minnesota (85)    | Saint-Louis (76)  | Pittsburgh (73)   | Los Angeles (73)  | Atlanta (65)      | Californie (48)   |
| 1973-74                            | Philadelphie (112) | Chicago (105)     | Los Angeles (78)  | Atlanta (74)      | Pittsburgh (65)   | Saint-Louis (64)  | Minnesota (63)    | Californie (36)   |
| Division non active de 1974 à 2020 |                    |                   |                   |                   |                   |                   |                   |                   |
| 2020-21                            | Colorado CP (82)   | Vegas (82)        | Minnesota (75)    | Saint-Louis (63)  | Arizona (54)      | Los Angeles (49)  | San José (49)     | Anaheim (43)      |

## Vainqueur de la Coupe Stanley
À une reprise sur sept finales, une équipe de la division Ouest a remporté la Coupe Stanley au cours de l'existence de la division. Les Flyers de Philadelphie deviennent, en 1973-1974, la première équipe ne faisant pas partie des « Six équipes originales » à soulever la Coupe.

## Vainqueur de la Coupe du Président
- 2021 - Avalanche du Colorado

## Liste des équipes vainqueur de la Division Ouest
| Franchise              | Titres | Dernier titre | Années           |
| ---------------------- | ------ | ------------- | ---------------- |
| Blackhawks de Chicago  | 3      | 1973          | 1971, 1972, 1973 |
| Blues de Saint-Louis   | 2      | 1970          | 1969, 1970       |
| Flyers de Philadelphie | 2      | 1974          | 1968, 1974       |
| Avalanche du Colorado  | 1      | 2021          | 2021             |